# Івонченці

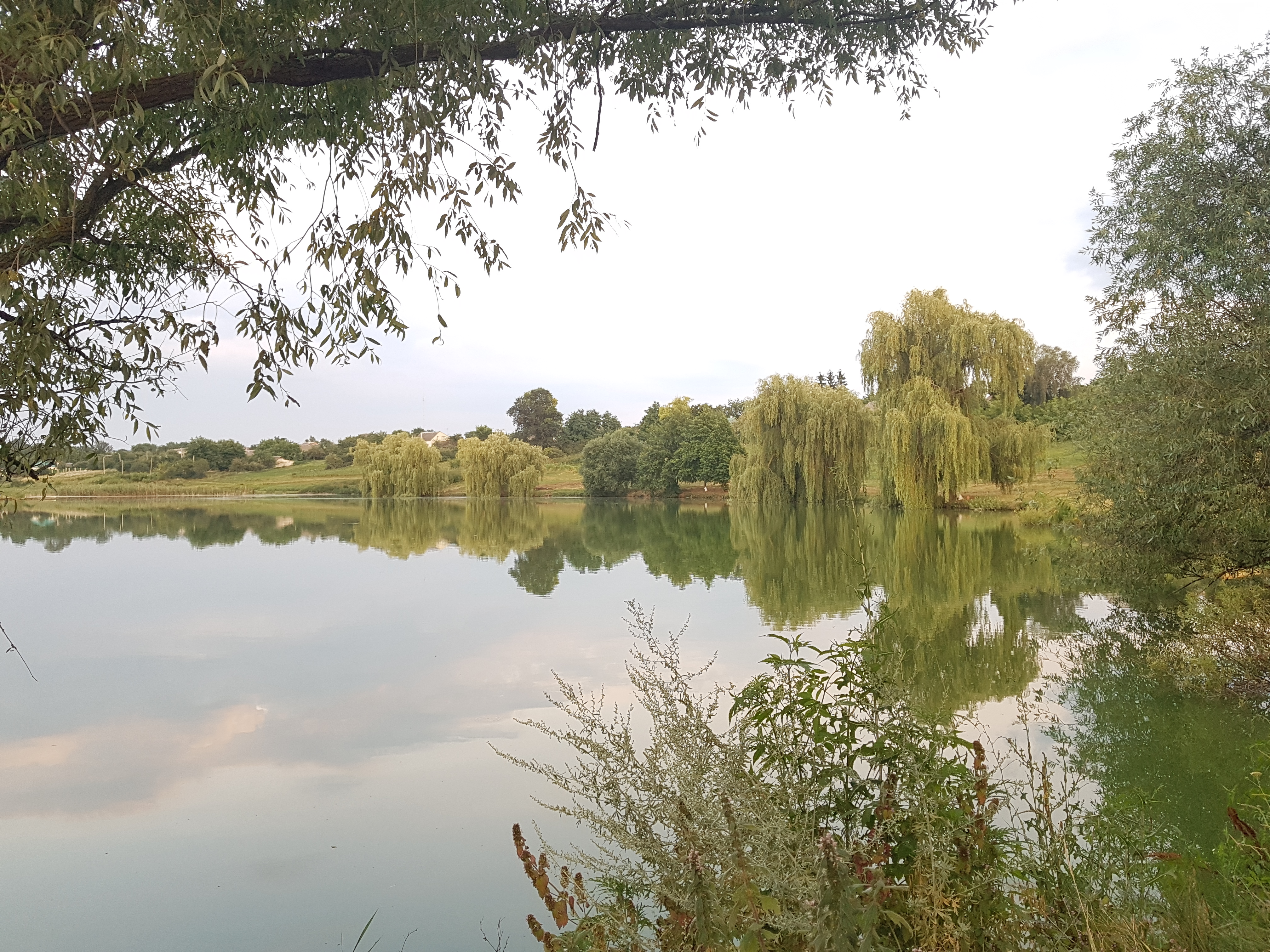
Озеро Олежки в Івонченцях

Івонченці (стара назва — Іванченці) — колишнє село у Полтавському районі Полтавської області України. 
Засноване до 1667 року.
Постановою Президії Верховної Ради Української РСР 5266-XI від 26.01.1988 село Івонченці Тахтаулівської сільради Полтавського району разом з прилеглими землями включене у межі міста Полтави. [Архівовано 12 березня 2022 у Wayback Machine.]